# Nils Nicklén
Nils Nicklén (né le 9 février 1917 à Karjaa et mort le 9 mai 1995 à Helsinki) est un athlète finlandais, spécialiste du saut en hauteur. 

## Biographie
Il remporte la médaille de bronze du saut en hauteur lors des championnats d'Europe d'athlétisme de 1946, à Oslo, établissant la meilleure marque de sa carrière avec 1,93 m.
Il participe aux Jeux olympiques de 1948.

### Palmarès
| Date | Compétition           | Lieu | Résultat | Épreuve         | Performance |
| ---- | --------------------- | ---- | -------- | --------------- | ----------- |
| 1946 | Championnats d'Europe | Oslo | 3e       | Saut en hauteur | 1,93 m      |

### Records
| Épreuve         | Performance | Lieu | Date         |
| --------------- | ----------- | ---- | ------------ |
| Saut en hauteur | 1,93 m      | Oslo | 22 août 1946 |